# Línea Económica al Valle del Río Negro

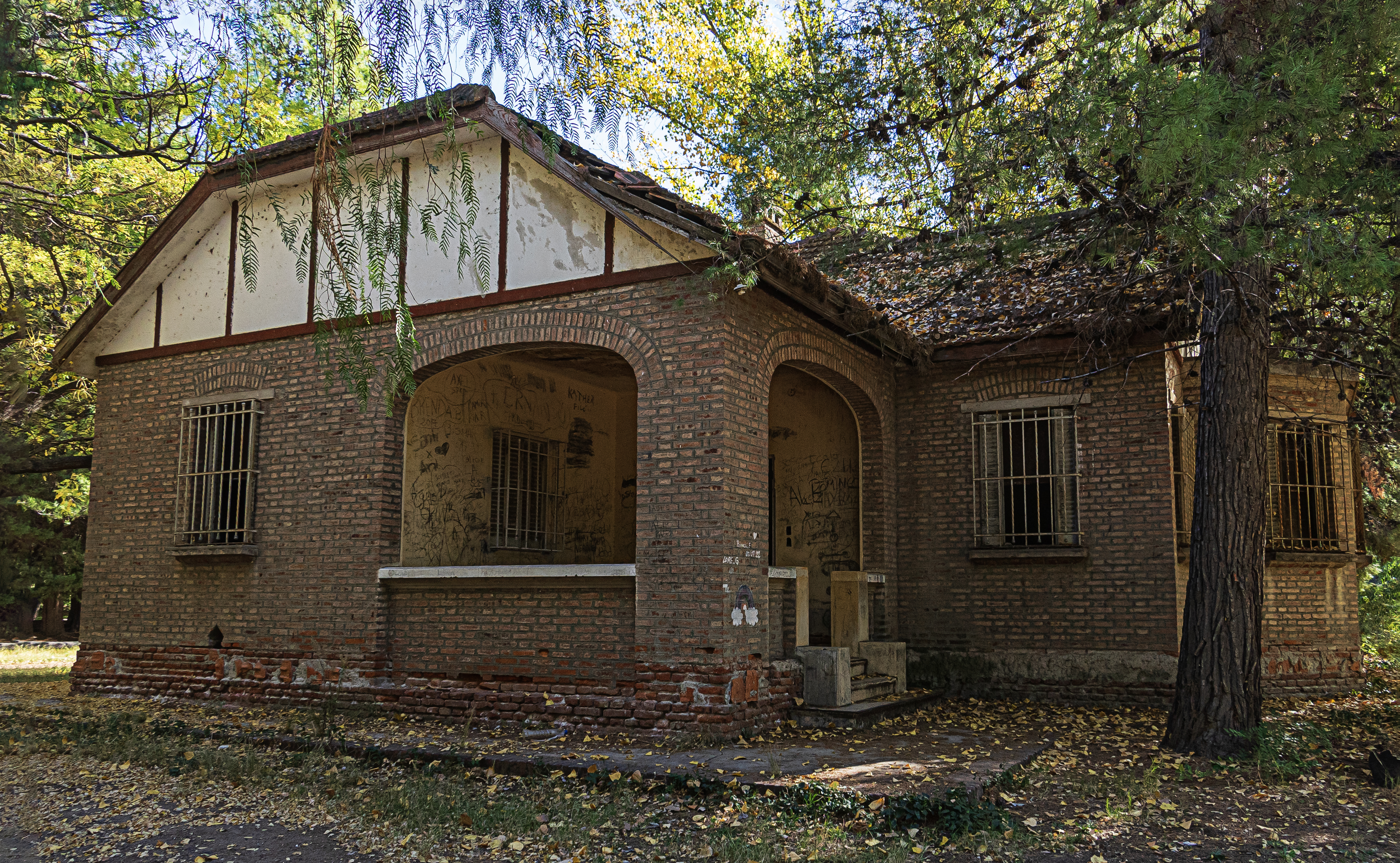
Mansión histórica del dueño de la Compañía San Lorenzo.

La Línea Económica al Valle del Río Negro, conocida también como Línea de General Lorenzo Vintter a Coronel Francisco Sosa, era un ramal de ferrocarril que unía las localidades de  Río Negro General Lorenzo Vintter y Colonia San Juan (hoy considerada localidad rural de General Conesa). El ramal perteneció administrativamente al Ferrocarril Patagónico y luego Ferrocarril General Roca de la red ferroviaria argentina, esta red posibilitaba al ramal estar unido al ferrocarril Bariloche - Buenos Aires; siendo la ciudad capital nacional el gran destino al que se tenía acceso. 
El ramal fue inaugurado en agosto de 1935, pero oficialmente entró en vigencia el 29 de junio de 1937. Sin embargo, ya estaba en explotación por lo menos desde 1933. La Línea Económica al Valle del Río Negro poseía un ramal interno que se desprendía desde estación San Lorenzo hacia las instalaciones del ingenio azucarero, donde se colocó un apeadero que administró las cargas entrantes y salientes a la factoría histórica, que fue el alma de casi todo el movimiento productivo de este ferrocarril.
La línea, junto con La Trochita y el ferrocarril Central del Chubut , fue parte del reducido grupo de ramales con trocha económica de 0.75 mm que alcanzaron notoriedad y permanencia en el tiempo en la Patagonia argentina. Además, fue uno de los pocos ferrocarriles patagónicos construidos a partir de iniciativa privada y de perfil industrial. El ferrocarril fue planificado y construido por los empresarios  Lorenzo Raggio y Juan Pegassano, dueños de la Compañía Industrial Agrícola San Lorenzo Limitada, quienes proveyeron la ingeniera civil y los obreros. Mientras que el estado otorgó los rieles y el material rodante del depósito de material de trocha 0.75 cm en Puerto Madryn; material que estaba destinado originalmente para ampliar el Ferrocarril Central del Chubut la cordillera de Los Andes. La propia impronta que plasmó la compañía San Lorenzo en la construcción el ferrocarril explica el particular diseño de las estaciones con su estilo colonial.
Fue uno de los componentes más importantes y conocidos del Sistema Ferroviario en la Patagonia Argentina. Tuvo carácter público y su funcionamiento se desarrolló en forma integrada a la red ferroviaria gracias al transbordo que hacían sus cargas y pasajeros hacia la línea Viedma - Bariloche. 

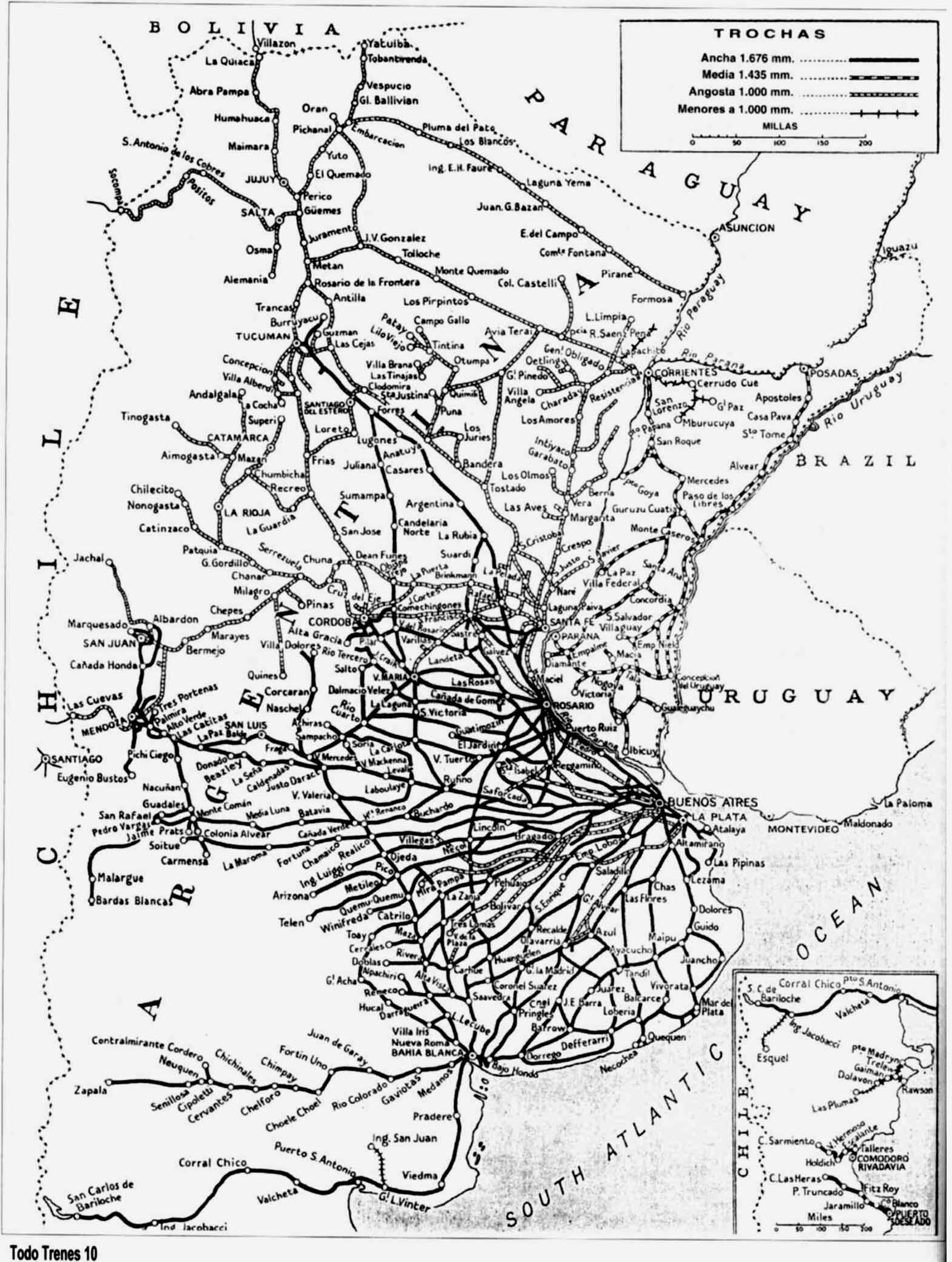
Mapa de la Red Ferroviaria de la Patagonia Argentina hacia 1960. Se observa a la línea sus únicos dos puntos de importancia Vintter y el ingenio

## Historia

### Antecedente
El ferrocarril fue parte de la extensa red ferroviaria que tuvo su simiente en 1908 cuando el Gobierno de Argentina planeó una red integral de ferrocarriles a través de la Patagonia con conexión al resto del país. Dos líneas principales unirían San Carlos de Bariloche en los Andes centrales con puertos marítimos de San Antonio Este en el Mar Argentino, y Puerto Deseado en la costa sureste. Se construyeron unos ramales para comunicar la línea central con el lago Buenos Aires (conectando Colonia Las Heras) y Comodoro Rivadavia (conectando Sarmiento). Colonia 16 de Octubre - Esquel y Trevelin - iba a ser conectado vía un ramal a Ingeniero Jacobacci. La red total comunicaría Buenos Aires vía San Antonio Este.
El proyecto perdió fuerza luego de cambios en el gobierno y el inicio de la Primera Guerra Mundial lo que afectó la economía de Argentina y el ingreso de tecnología e inversiones desde Europa. La línea principal norte llegó a Ingeniero Jacobacci en 1916. Sin embargo, para 1914 el kilómetro 282 km marcó el final de la  construcción del Ferrocarril Puerto Deseado a Colonia Las Heras. Además, se paralizó en el kilómetro 197 km al Ferrocarril Comodoro Rivadavia a Colonia Sarmiento. Esto impidió que nunca se conectaran con las demás de la red norte. Los últimos intentos de ampliar la red proyectada vinieron con la finalización de la Trochita en 1945 y la paralización prematura en Altos de Las Plumas de las obras de ampliación del Ferrocarril Central del Chubut en 1928.

### Los primeros años del ingenio
Para el año 1915, algunas experiencias muy auspiciosas en la zona del Alto Valle de Río Negro, demostraron la conveniencia de explorar el cultivo de la remolacha azucarera. Fue así que a fines de los años 1920 Juan Pegasano y Benito Raggio fomentaron el desarrollo de la industria remolachera rionegrense. Los empresarios impulsaron el emprendimiento conocido como la Compañía Industria y Agrícola San Lorenzo Ltda. o Compañía Industrial San Lorenzo Ltda. Precisamente, La "Compañía Industrial y Agrícola San Lorenzo Limitada" surgió con 65 accionistas, de capitales porteños y bahienses, con tierras que se constituyeron en las colonias: 
- "La Luisa": 243 hectáreas.
- "San Lorenzo": 221 hectáreas.
- "San Juan": 560 hectáreas.

Además, luego se agregaron: más 100 en Valcheta y 60 en "Laguna El Juncal" de Viedma para surtir al ingenio conesino, único en la Patagonia. Para procesar la materia prima la empresa se encargó de construir un ingenio en localidad de San Lorenzo un poco al este de General Conesa junto al del río Negro. Ya con los estudios de factibilidad ejecutados, se procedió a importar equipos mecánicos Skoda desde Checoslovaquia; los mismos eran fueron considerados inmejorables para la época y tuvieron que ser transportados desde San Antonio Oeste a campo travieso en camiones especiales. Además, la vasta inversión incluyó tierras en todo el valle de Conesa para transformarlas en una verdadera locomotora para el desarrollo industrial; las mismas se dedicaron al cultivo y también a albergar modernos barrios de viviendas prefabricadas (traídas desde Canadá) para albergar a los operarios y a los trabajadores que se abocarían a las tareas de cultivo –como en Colonia La Luisa-, y que en total sumaron medio millar de obreros. Esto posibilitó que se inauguran colonias remolacheras en San Lorenzo, La Luisa (al este) y San Juan (al oeste). Consecuentemente, la producción por la descomunal inversión empresarial comenzó formalmente 30 de mayo de 1929  con la presencia de autoridades nacionales. De inmediato, el emprendimiento dio grandes frutos y se proyectaba obtener cien mil bolsas de setenta kilos de azúcar. Gracias a estas rápidas ganancias de los primeros años, los empresarios proyectaron otras grandes obras para maximizar la producción y ganancias como el ferrocarril para todo el flete que la importante empresa necesitaba. De todos modos, la experiencia en el Valle del Río Negro era una prueba piloto, y el objetivo era  lograr una  serie de emprendimientos de su tipo en las ciudades de Choele Choel, Viedma y Balcarce (provincia de Buenos Aires). La siembra de remolacha bajo riego se llevó a cabo en Colonia La Luisa, Colonia San Juan y en San Lorenzo, mientras que en secano se hizo lo propio en Colonia Teniente General Frías. Ya para mediados de la década del treinta, San Juan tenía en producción quinientas sesenta hectáreas; La Luisa y San Lorenzo doscientos cincuenta; Valcheta cien, y Viedma sesenta. En La Luisa, la Compañía montó dos motores Mercedes Benz para bombear tres millones de litro de agua para riego, y en San Lorenzo se colocaron tres bombas para tomar del río cuatro millones de litros. 

### El inicio del ferrocarril
La firma llegó a un acuerdo con Ferrocarriles del Estado para la construcción de un ferrocarril para unir la zona de las colonias productoras con  la estación General Lorenzo Vintter al este de San Antonio Oeste. Esta estación hoy pertenece al actual Tren Patagónico de trocha ancha. Para la construcción del nuevo ferrocarril se proveyó los rieles y el material  rodante del depósito de material de trocha 75cm del ferrocarril estatal en Puerto Madryn. El material cedido originalmente estaba destinados a la ampliación del Ferrocarril Central del Chubut hacia el ramal de la Trochita, pero terminó en desuso ante el abandono de la obra por parte del estado. La compañía proveyó la ingeniera civil y los edificios por la compañía Lorenzo, así se tuvo un particular el diseño de las estaciones que no se halló en otros ferrocarriles vecinos.

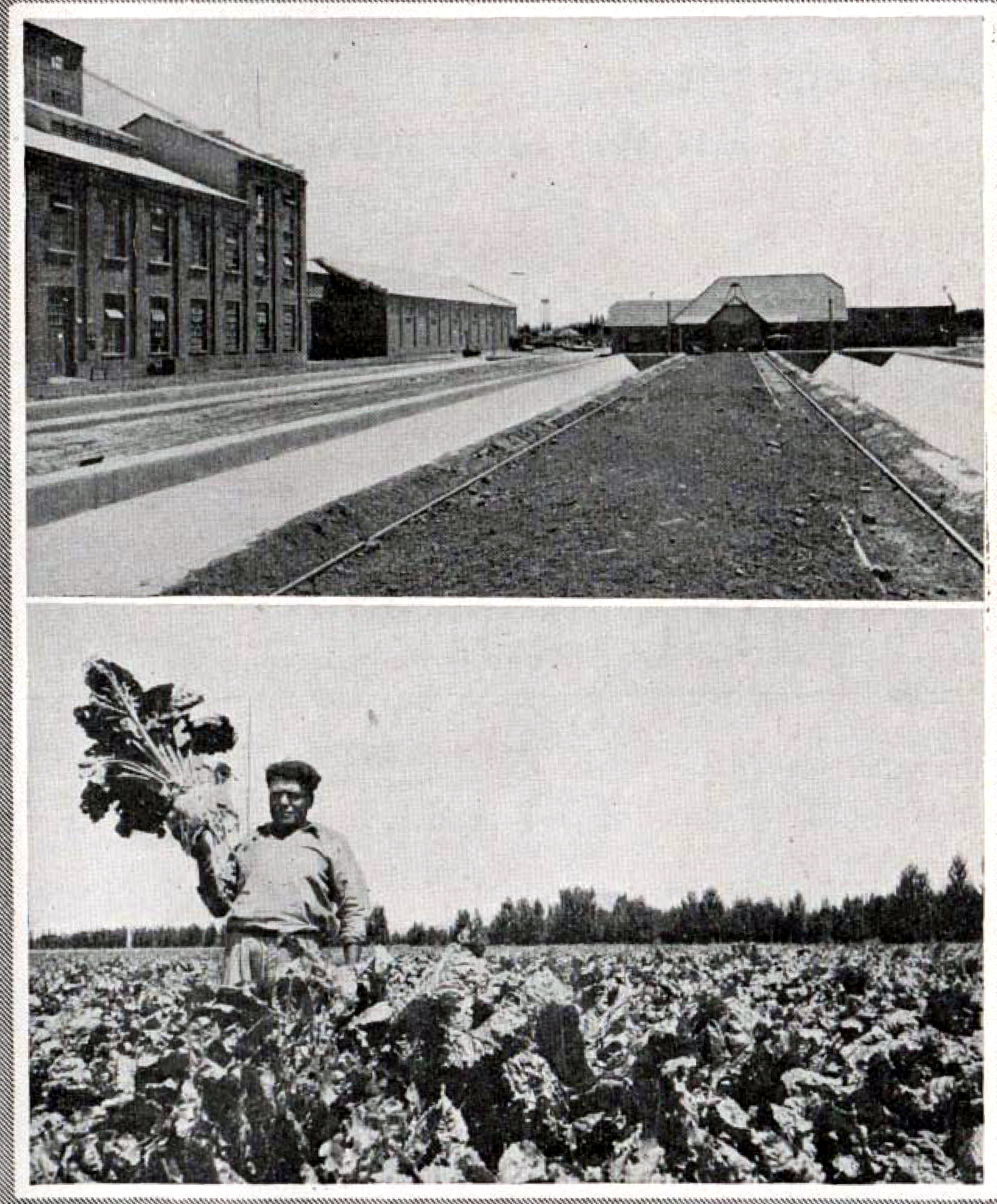
Publicidad de la compañía mostrando el apeadero ferroviario en el ingenio y la riqueza de sus cultivos.

Por decreto el 4 de noviembre de 1932 se aprobó el contrato entre Ferrocarriles del estado y la Compañía Industrial Agrícola San Lorenzo Ltda. para la construcción, dentro de las leyes 4872 y 5559, de una línea de 0.75 m. de trocha. La intención original fue establecer la cabecera en la estación Nuevo León. Sin embargo, se terminó prefiriendo la estación General Lorenzo Vintter, por ser la más próxima estación hacia el oeste. Tras partir del ferrocarril de trocha ancha, la trocha económica debía arribar al valle del río Negro pasando por el ingenio San Lorenzo y las proximidades de General Conesa. En tanto, por decreto del 29 de junio de 1937 quedó formalmente habilitado el ramal para todo tráfico hasta el km 107.

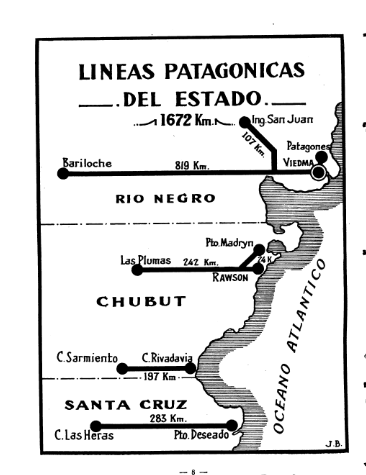
Mapas de 1936 donde se muestran las 5 Líneas Patagónicas de la empresa de Ferrocarriles del Estado. Llamativamente, se colocó ingenio San Juan a la estación San Juan por error o por resaltar su importancia dentro de la Línea Económica al Valle del Río Negro.

Ya para inicios de la década de 1930 se habían inaugurado obras en la estación General Vintter sobre la trocha ancha. El rumbo era al norte y noroeste por el Río Negro y la ciudad de Conesa hasta San Juan, después denominada Coronel F Sosa. La inauguración local fue el 15 de agosto de 1935. No obstante existe registro que los corrían trenes hasta el ingenio antes el fin del año previo como ya informaba el itinerario de horarios de 1934. Esto concuerda con el texto del decreto del 23 de mayo de 1934; el mismo establece la autorización de los planos y documentos relativos al ramal. 
Popularmente, se cuenta que ante la falta de estudios de planimetría, se apeló al conocimiento ancestral del hijo del cacique Pailemán. Gracias a su exhaustivo dominio del terreno, les fue indicando a los técnicos la mejor ruta para el tendido de los rieles. En 1933, el ferrocarril comenzó a operar. El Ferrocarriles del Estado era el patrón explotador y desde sus primeros años ya existían murmuraciones sobre la incapacidad de la trocha económica. Inicialmente antes la inauguración de la línea más lejos del ingenio se permitía un viaje diario en cada sentido de un tren de carga haciendo cruce en Km 39 y ocupando unas cuatro horas. En esta etapa no se encontraban trenes de pasajeros aun.

### Auge y declive
Los primeros años del ferrocarril fueron buenos y hasta se pensó en extenderlo hasta Choele Choel. Sin embargo, al tiempo se hizo evidente que la producción de remolacha no tenía éxito. Diversos factores intervinieron como el poder de los productores de caña de azúcar del norte que presionaban al gobierno. Las importantes obras que proveyeron riego, por elevación mecánica a casi 4.000 has y permitieron la radicación de más de 300 chacareros para el cultivo de remolacha azucarera. La capacidad de producción de la fábrica permitía abastecer los territorios sureños y el sur bonaerense. La factoría llegó a una producción de azúcar de remolacha con picos de 17.000.000 de kilos en 1933; 21.660.571 en 1934 y en 1935, 32.811.522 kilos. Todo representó para el ferrocarril un intenso clímax al transportar exclusivamente la gran producción.

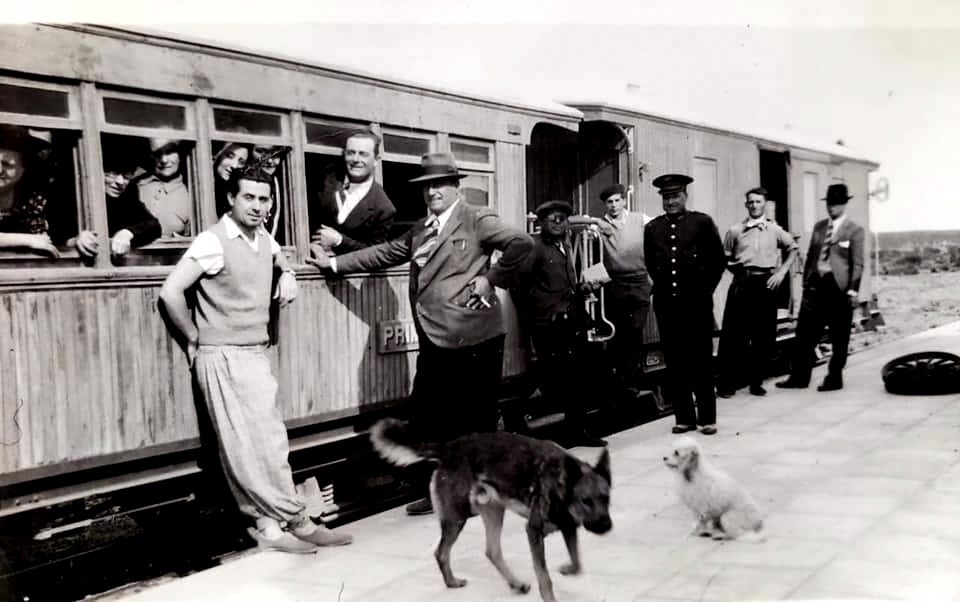
Tren mixto arribando al andén de estación Conesa

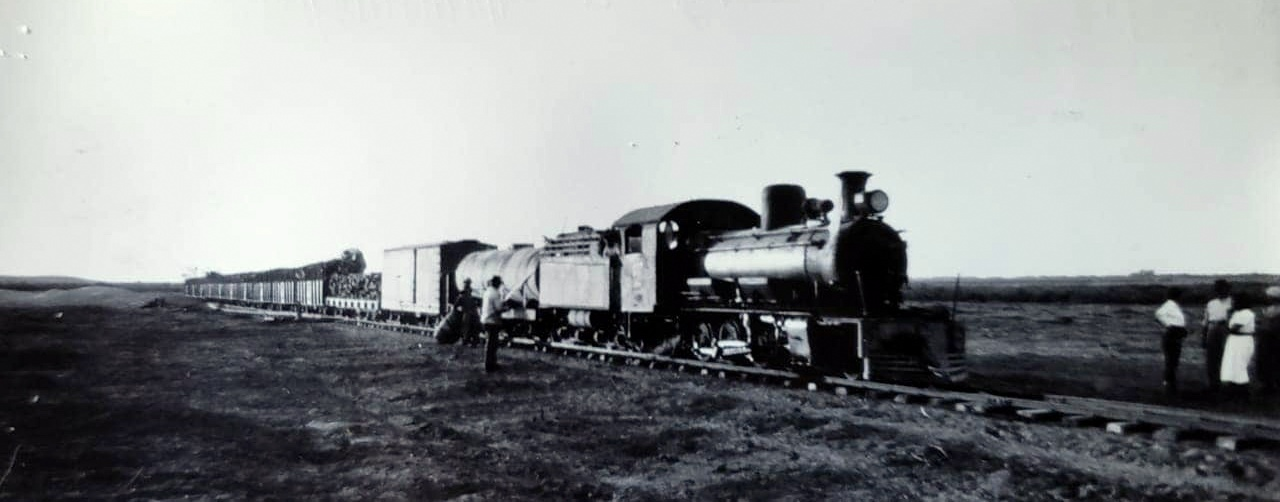
Tren de cargas maniobrando en un desvío, que a su vez funcionaban como paradas.

No obstante, el tiempo de gloria duró muy poco; dado que al año siguiente se dio el arribo de la peste que cayó sobre los cultivos. Años después, el hijo de Benito Raggio esgrimió sospechas de que la enfermedad de remolachas, fue intencional por la semilla que enviaron desde otro país. Ya con la extraña enfermedad en progreso y marchitando las plantas. Los directivos del Ingenio convocaron a expertos norteamericanos que llegaron a General Conesa para investigar la afección. En 1936 los investigadores identificaron a un "virus filtrable" denominado por los técnicos: "marchitamiento amarillo". Ante el avance de la plaga, se intentó cubrir con cultivos en Pedro Luro, Lobería y Tres Arroyos, pero los altos costos y los fletes fueron negativos para mantener la producción azucarera. Para muchos locales la plaga había sido introducida por los intereses económicos contrarios que ya comenzaban a hacerse más visibles en sus propósitos. El ingeniero Munk llevó las muestras a su país con la promesa de resolver dicho problema. Esta enfermedad, que atacó las plantas de remolacha de Conesa, hoy lleva el nombre de este técnico que trabajó en la identificación del virus incitado por el objetivo de producir una semilla que la resistiera. Otro hecho que se desencadenó al mismo tiempo fue la explosión de la caldera que mató a un operario y diversas amenazas que recibieron a familias. Sin embargo, además de la plaga hubo condiciones climáticas adversas que afectaron los cultivos. Por último, los gastos de irrigación y flete no fueron competitivos. Lejos de poder enfrentar la situación Raggio sufrió un infarto y quedó postrado en cama.  Finalmente, el propio estado nacional conspiró con una ley que fijaba cupos al azúcar.
Ante todo el agobio el grupo empresario decidió que el ingenio cese actividades en 1941 y la venta de sus activos. Sorpresivamente, un ingenio del norte compró todo, pero los nuevos dueños de la planta la destruyeron: destecharon el galpón de azúcar y dinamitaron las viviendas de los operarios. Además, le exigieron a Raggio, en el contrato de venta, que durante diez años se abstuviera por completo de emprender un proyecto igual. Por otro lado, los campos que habían sido el motor industrial se terminaron utilizando para el sembradío de pasturas. Como consecuencia, las praderas cubiertas de alfalfa prescindieron del trabajo intensivo. Muchas fuentes aseguran que la iniciativa de producción azucarera a partir de remolacha era una provocación para los ingenios azucareros del norte del país y por este motivo estuvieron a tras de la compra y demolición del ingenio. Esto se debe a que los ingenios norteños elaboran, hasta los días actuales, el azúcar a partir de la caña de azúcar y tenían lógicas feudales con fuertes grupos de intereses.
El ferrocarril no solo perdió al motor de sus movimientos; sino que además una variada gama de futuros productos a transportar, dado que la planta estaba proyectada para producir otros derivados de la industria: alcohol, conservas y alimentos para la producción de cerdos. Pero además, era un motor para el desarrollo de infraestructura -de riego y de transporte- y un factor clave para el poblamiento de la región. Un factor que explica la importancia del ingenio para el ferrocarril fue que el rendimiento de la remolacha era el doble que producía la caña tucumana y logró poner en producción mil hectáreas de cultivo intensivo. La Trochita del ingenio, como se la denomina a veces, favorecía el traslado de azúcar, materiales para el mantenimiento y de pasajeros fuera de la zona; como así también la materia prima dentro de las colonias. Por estos motivos, los habitantes de la zona recuerdan a este periodo de actividad industrial como el tiempo de gloria de esta zona.

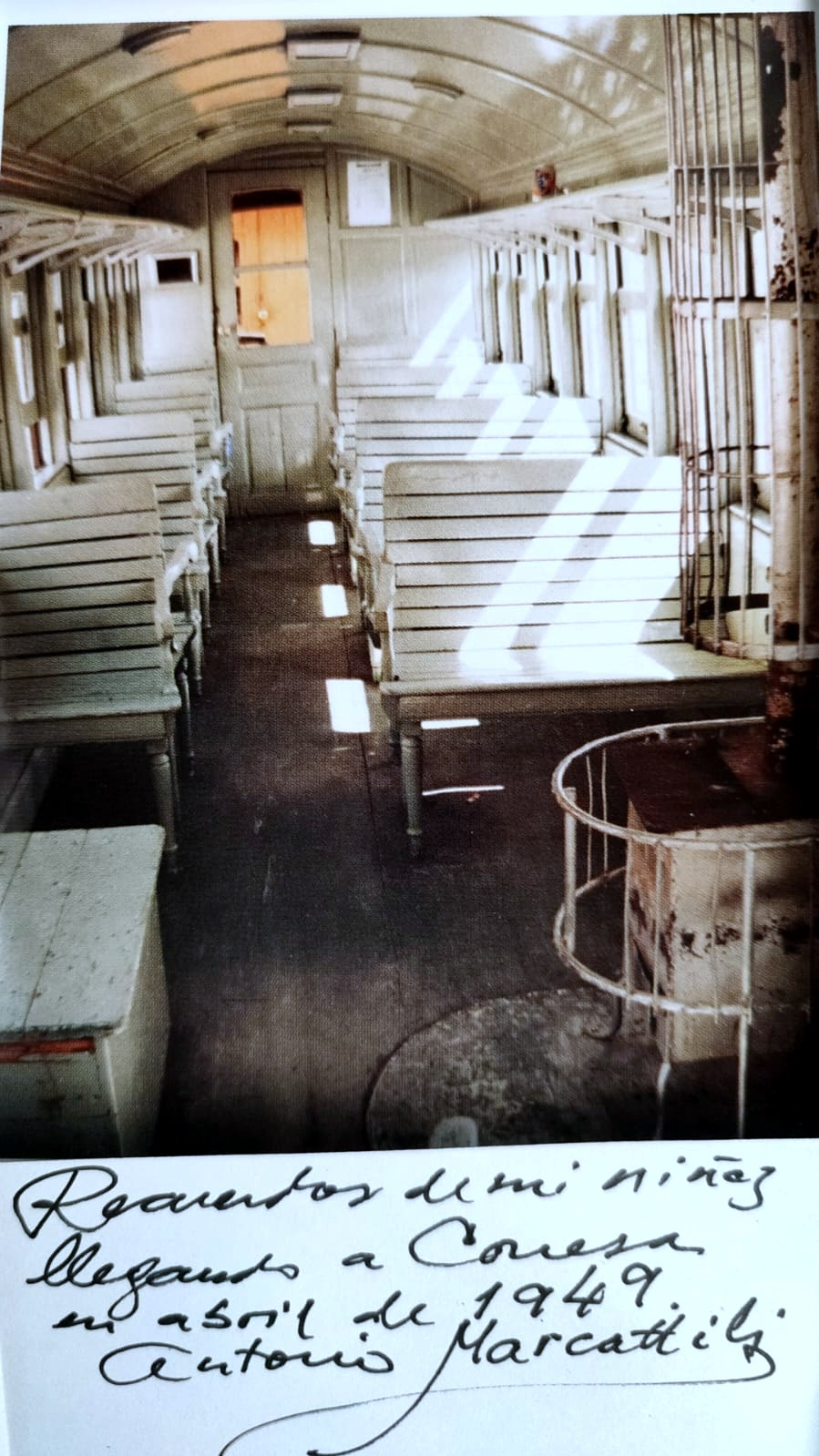
Interior del vagón de segunda clase de pasajeros.

Pese a quedar sin su principal motor, ferrocarril continuó funcionando de modo errático unos años más. La caída de actividad del ramal se evidenció cuando en 1945 fueron enviados al nuevo ramal a Esquel muchos vagones. No obstante, aun prevalecían unos 67 remolcados por dos de las seis Henschel 2-8-2/4-4 originales.
En 1948, tras la nacionalización de Perón, el decreto N.° 32.574 reorganizó las líneas ferroviarias administradas por Ferrocarriles del Estado. Producto de este ajuste se crearon 8 ferrocarriles General Bartolomé Mitre, General Belgrano, Domingo F. Sarmiento, General Roca, General San Martín, General Urquiza y Patagónico. Por este motivo, los ferrocarriles: de Comodoro a Sarmiento, de Puerto Deseado a Las Heras, de General Vintter a San Juan y  de Puerto Madryn a Altos de las Plumas integraron el nuevo Ferrocarril Patagónico. Bajo esta administración todos sus ferrocarriles vivieron un periodo dorado en esa época. Sin embargo, a pesar de que se intentó ganar más tráfico y coordinar con los servicios marítimos; la mala gestión administrativa con demasiados empleados, falta de capital y la imposibilidad de competir contra el transporte automotor más eficiente hicieron que los clientes se decantaran por los camiones poco a poco. La gerencia del ferrocarril se ubicó en Puerto Madryn. Los ferrocarriles operaron como empresas autónomas para luego quedar bajo la órbita de la Empresa Nacional de Transportes (ENT). Empresa responsable del transporte tranviario, subterráneo y automotor nacionalizado.
La compañía al construir el ferrocarril tenía un convenio con el estado para proveer mano de obra y otros gastos: mientras que el estado debía proveer rieles, permisos y otros materiales. Una vez completada la obra del nuevo ferrocarril el estado reintegraría el capital aportado. Sin embargo, recién la inversión fue devuelta por Ferrocarriles en 1955. Esto le causó pérdidas a los empresarios, ya que el estado no reintegro intereses por la gran demora. De este modo, se terminó licuando el dinero recibido por la intensa y larga inflación argentina.
En 1956 se creó la Superintendencia de Ferrocarriles y en 1958, al liquidarse la Empresa Nacional de Transportes, se constituyó la Empresa de Ferrocarriles del Estado Argentino (EFEA) agrupando exclusivamente a las seis líneas ferroviarias. En tanto el Ferrocarril Patagónico fue  incorporado a la órbita del General Roca en forma definitiva para el año 1957. En esta reorganización posterior, bajo el Ferrocarril Roca, la superintendencia de las líneas patagónicas se erigió en Puerto Madryn. Para esos años el tráfico estaba agonizando; la superintendencia realizó un correcto diagnóstico de la situación: la única solución a los inminentes cierres era la construcción del Ferrocarril Transpatagónico que nunca fue hecho. De todas formas, la nueva organización bajo el Roca  terminó de condenar a casi todas las líneas patagónicas. En apenas algunos años siguientes las clausuras comenzaron en parte con el plan Larkin y continuaron luego con Videla y Menem. Una investigación posterior al final de las líneas patagónicas expuso que las razones que llevaron al cierre de estas líneas aisladas fueron que la administración del ferrocarril desconocía el verdadero sistema de explotación de los ramales patagónicos. Además, se determinó en este estudio que el rendimiento era mínimo para la empresa y que existía una falta de renovaciones de las unidades de transportes y una carencia total de respuestas para efectuar las reparaciones necesarias.

Los últimos años del ramal tuvieron una dirigencia a cargo de las autoridades del Ferrocarril Roca desde Buenos Aires. La misma a su vez contaba con una delegación regional de la superintendencia seccional de tráfico en Puerto Madryn que comandaba a los ramales Central del Chubut, de Comodoro Rivadavia y de Puerto Deseado. En tanto, las otras líneas del Ferrocarril Patagónico quedaron bajo la órbita de San Antonio Oeste que agrupaba bajo su control a la Línea Económica a Esquel, la Línea Económica al Valle del Río Negro y el ramal Viedma - Bariloche.

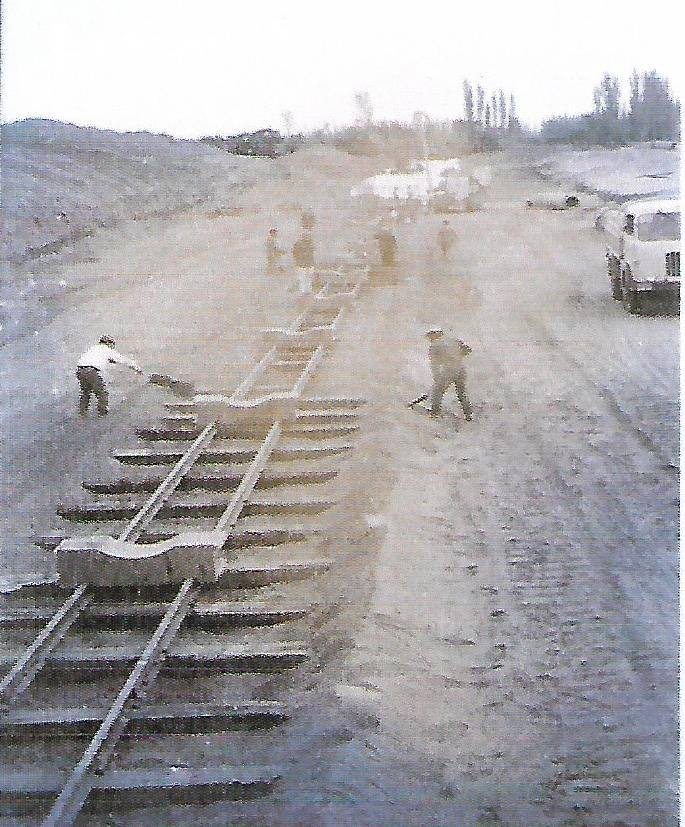
Construcción de la línea en zona cercana a Conesa.

En 1959 se dio el último intento por reactivar al ferrocarril y a la zona cuando los diputados provinciales Julio Rajneri y Alberto Rionegro de la UCRP presentaron un proyecto de resolución para que el gobierno de Río Negro promoviera la plantación de remolacha azucarera y la instalación de un ingenio para su industrialización. No obstante, el mismo no prosperó.
Los últimos años del ramal tuvieron una dirigencia a cargo de las autoridades del Ferrocarril Roca desde Buenos Aires. La misma a su vez contaba con una delegación regional de la superintendencia seccional de tráfico en San Antonio Oeste. El organismo agrupaba bajo su control a la Línea Económica a Esquel, la Línea Económica al Valle del Río Negro y el ramal Viedma - Bariloche. Las demás líneas patagónicas quedaron bajo el mando de Puerto Madryn.

### Clausura
Finalmente, durante el gobierno del radical Frondizi se decidió el cierre del ramal. Hay varias fechas notadas desde 1960 para la clausura de la línea. Sin embargo, el continuo funcionamiento deficitario de la línea llevó a que la empresa nacional de Ferrocarriles Argentinos encarara estudios que evaluaron el cierre del ferrocarril previo a la implementación del plan Larkin y una vez implementado este plan de racionamiento, de forma rápida el ramal fue clausurado formalmente por el decreto 4606-9.6.61. La clausura entró en vigencia definitiva para 1 de agosto de 1961. El plan de cierres incluía el abandono de este ferrocarril y las líneas vecinas: ferrocarril Central del Chubut, La Trochita, el ferrocarril de Puerto Deseado y el ferrocarril de Comodoro entre otros. Tras la implementación del plan Larkin en 1961; la primera ola de cierres alcanzó al ferrocarril al Valle del Río Negro entre varios ramales clausurados. Los gremios de los ferrocarriles locales respondieron con una larga jornada de protesta pacífica, que cuando finalizó logró detener los cierres. Sin embargo, el gobierno nacional respondió clausurando al Ferrocarril del Chubut. La clausura fue sorpresiva y se dio cuando al pretender regresar a sus puestos, los trabajadores se encontraron con la clausura definitiva del ramal 30 de octubre de 1961. Llamativamente, en ambos datos como el estudio de cierre y el listado de ramales clausurados el ferrocarril apareció escrito como: Gral. Wintter - Coronel F. Sosa y como L. Wintter a F. Sosa. 

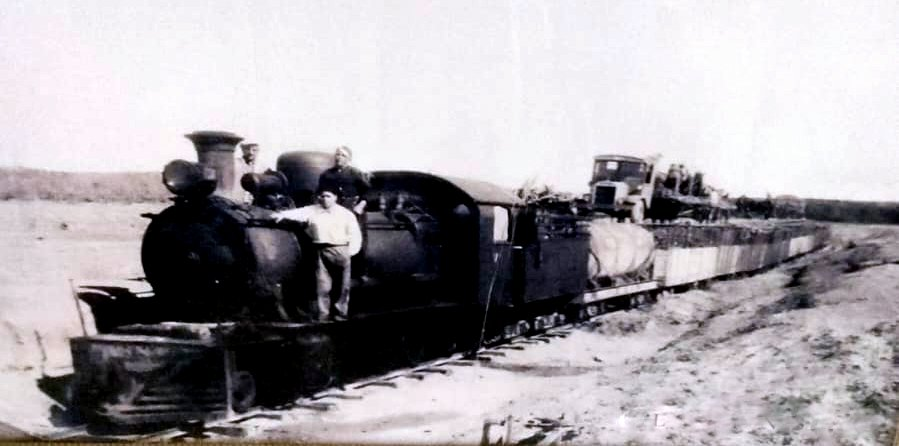
Trabajos de carga de remolachas. Nótese que el tren estaba en desnivel contra los camiones para facilitar la carga.

El proceso de desmantelamiento de los ferrocarriles no se detuvo. De este modo,  a fines de la década de 1970 los ferrocarriles patagónicos aislados de más al sur fueron objetivos de la dictadura militar del Proceso de Reorganización Nacional. El gobierno de facto clausuró así las dos líneas de trocha ancha: Ferrocarril de Comodoro Rivadavia a Sarmiento y Ferrocarril Puerto Deseado a Colonia Las Heras. La Trochita y los restantes ramales, a su vez, también comenzaron a decaer debido a las mejoras en las carreteras, el aumento de camiones y ómnibus, y las dificultades para mantener una línea ferroviaria tan aislada por quedar alejada de la capital del país y de la principal industria ferroviaria. Pese a todo, sobrevivieron hasta las privatizaciones del gobierno peronista de Menem que cerraron el ramal junto con los de Bariloche - Viedma y Zapala - Darwin en 1993. Posteriormente, la Trochita fue reabierto como ferrocarril provincial turístico con tramos parciales. Mientras que la línea a Zapala privatizada solo para cargas. Por último, la línea a Bariloche reabierta como ferrocarril provincial sin conexión con Bs. As. 

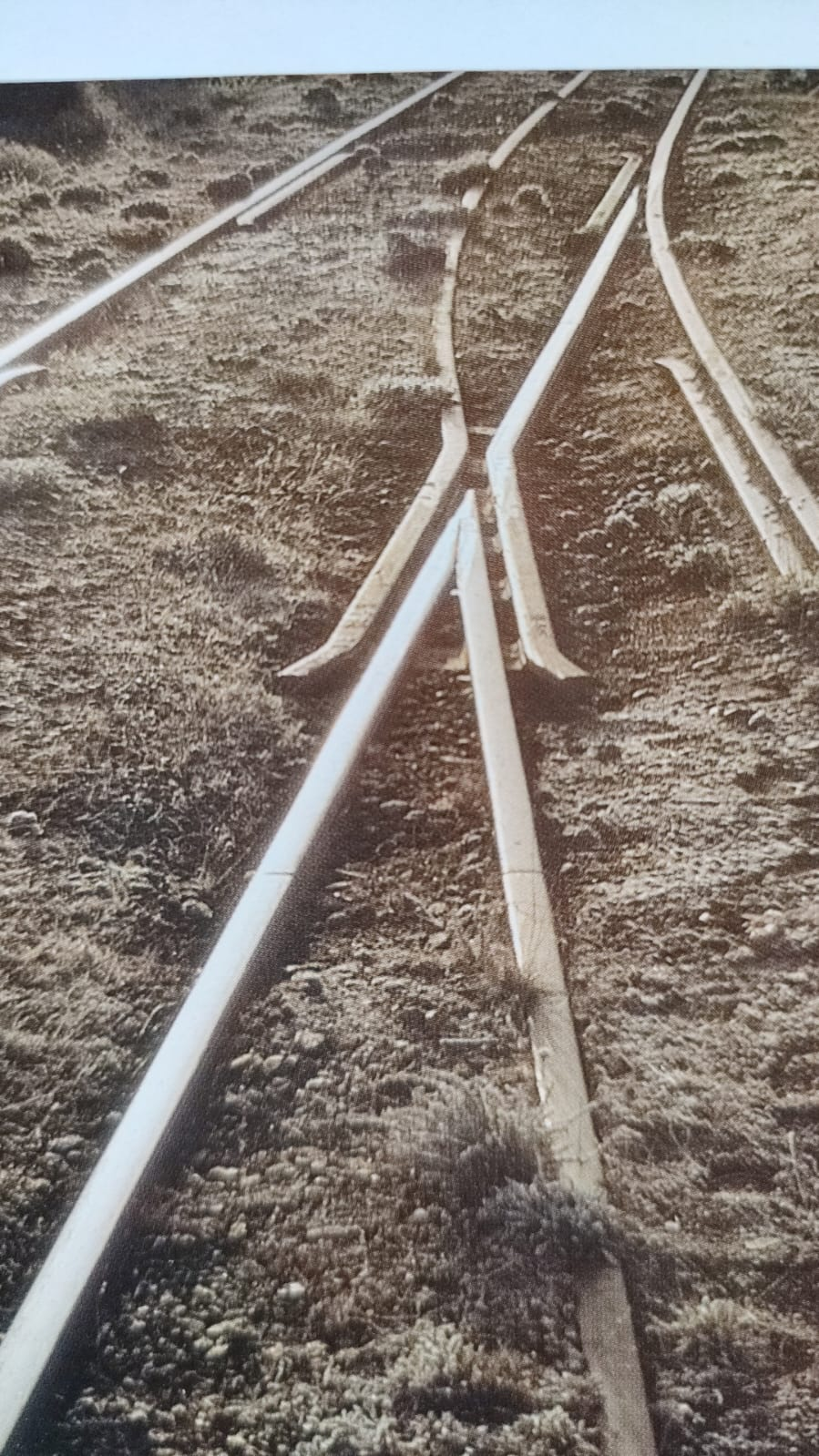
Empalme de las vías cerca de General Vintter con tercer riel sobre trocha ancha como el que mantiene la Trochita hoy.

### Pos Clausura
De inmediato procedió la clausura, una gran el material rodante fue destinado al ramal de La Trochita por ser de las mismas características. Un hecho llamativo es que pese a la clausura oficial la noticia del fin de la Línea Económica al Valle del Río Negro no apareció oficializada hasta 1965 en un suplemento del manual de estaciones. Esto se demuestra que en el itinerario de 1964, la línea continuó apareciendo como parte del Ferrocarril Roca, pero punteada indicando su clausura.La entrada en vigencia de la clausura en forma tardía pudo causas algunos posibles servicios. No obstante, para el 13 de diciembre de 1965 cuando se emitió la guía de trenes correspondiente la Línea Económica al Valle del Río Negro dejó de figurar en los registros del Ferrocarril Roca en forma definitiva.
En cuanto a los elementos constitutivos del ferrocarril, sobrevivieron unos años más intactos. Sin embargo, el diario Río Negro informó del desmantelamiento definitivo de los rieles ya para 1968 con la llegada del régimen dictatorial Revolución Argentina que también procedió a levantar al ferrocarril Central del Chubut en el mismo periodo.Ya con la llegada de la segunda ola de cierres en 1977 este ferrocarril ya era un completo recuerdo. El último gobierno dictatorial, por medio del decreto 3599, del 30 de noviembre de 1977 se concretó la clausura 984 km de la red ferroviaria por ser deficitarios, bajo tráfico, mal estado y escasas posibilidades de recuperación. La medida ordenaba de los tramos comprendido entre Puerto Deseado y Las Heras para cargas o pasajeros y el tramo de Diadema y Sarmiento en el ferrocarril vecino de Comodoro.Haciéndose efectiva la orden el 15 de enero de 1978 con la resolución P.N 2101/77 de Ferrocarriles Argentinos ordenaba el cierre definitivo.
Por otra parte, el pueblo de General Lorenzo Vintter sobrevivió a la clausura del ramal como un pequeño pueblo mantenido por el ramal a Bariloche que también surca su ejido. Sin embargo, en la década de 1990 con la llegada de las políticas de recorte del gran gasto público el estado argentino menemista terminó cerrando el ferrocarril y se condenó al pequeño caserío al abandono definitivo.
La importancia de lo que fue el ferrocarril y el ingenio llevó a que en 2001 la provincia efectuase la declaración de “Patrimonio Histórico Provincial” a todos los sitios que quedaron en ruinas y a los que permanecieron en pie, pertenecientes al emprendimiento. Los bienes alcanzados son:  
- Casco La Luisa (Nomenclatura Catastral DC 1O- C.3 - S.B - Ch. 001 -P.02): ubicado en dicha Colonia.
- Ruinas del ex ingenio azucarero (Nomenclatura Catastral DC.1O- C.3 - S.H- F.H 1O- P.07.): ubicado en Colonia San Lorenzo.
- Antigua vivienda del señor Juan Pegassano (Nomenclatura Catastral DC - 10 - C.3- S.J. - Ch.006 P.O6): hoy Escuela N.º 127, ubicada en la Colonia San Juan.
- Puente ferroviario (Nomenclatura Catastral: DC 10 - C.3 - S.H. - F.H 10 - P.03): de la Colonia San Lorenzo.
- Capilla de la Virgen Misionera en Colonia San Juan.[25]

A esto se sumó en 2011 la declaración de “Paisaje Protegido” al camino de Colonia La Luisa en las ruinas del “Ingenio Azucarero San Lorenzo”, en General Conesa, y en el marco de la ley provincial 2669. 
Otro hecho que colaboró en la memoria histórica se dio en 2008 cuando se estrenó un largometraje que muestra en imágenes - proyecciones de la época la historia del ingenio y el ramal. A lo largo de su duración se puede observar diversos sitios que hoy sobreviven en ruinas como la exestación San Lorenzo. El mismo está en acceso público en  YouTube y recoge muchos testimonios locales de conesinos y extrabajadores.
En 2013 la comunidad conesina, luego de intensa búsqueda y negociaciones, logró recuperar una locomotora a vapor ubicada en los galpones de Ingeniero Jacobacci, estación cabecera de La Trochita. La máquina recuperada es locomotora Henschel N.º 112. La misma luego del cierre del ramal fue destinada a El Maitén y luego trasladada a Jacobacci donde continuó labores hasta 1976 cuando fue radiada del servicio. Gracias a  gestiones de la dirección de turismo de Conesa ante autoridades del Tren Patagónico SA (avaladas por el gobernador Alberto Weretilneck y el ministro de Turismo), el excelente trabajo de reparación realizado por los operarios ferroviarios de Ingenio Jacobacci y San Antonio Oeste y la colaboración del DPA se posibilitó el traslado del tren al Valle de Conesa. Con la llegado del material rodante histórico que perteneció  al ramal del Valle de Río Negro; se realizó una emotiva bienvenida, para luego instalarla en el acceso a la localidad por Av. San Martín  y para finalmente proceder a su restauración y puesta en valor histórico. Con la llegada del tren, la intendente de Conesa proyectó un plan ambicioso para implementar un ramal de trocha angosta con 5 o 7 kilómetros que conecte las ruinas del ingenio con la estancia La Luisa.

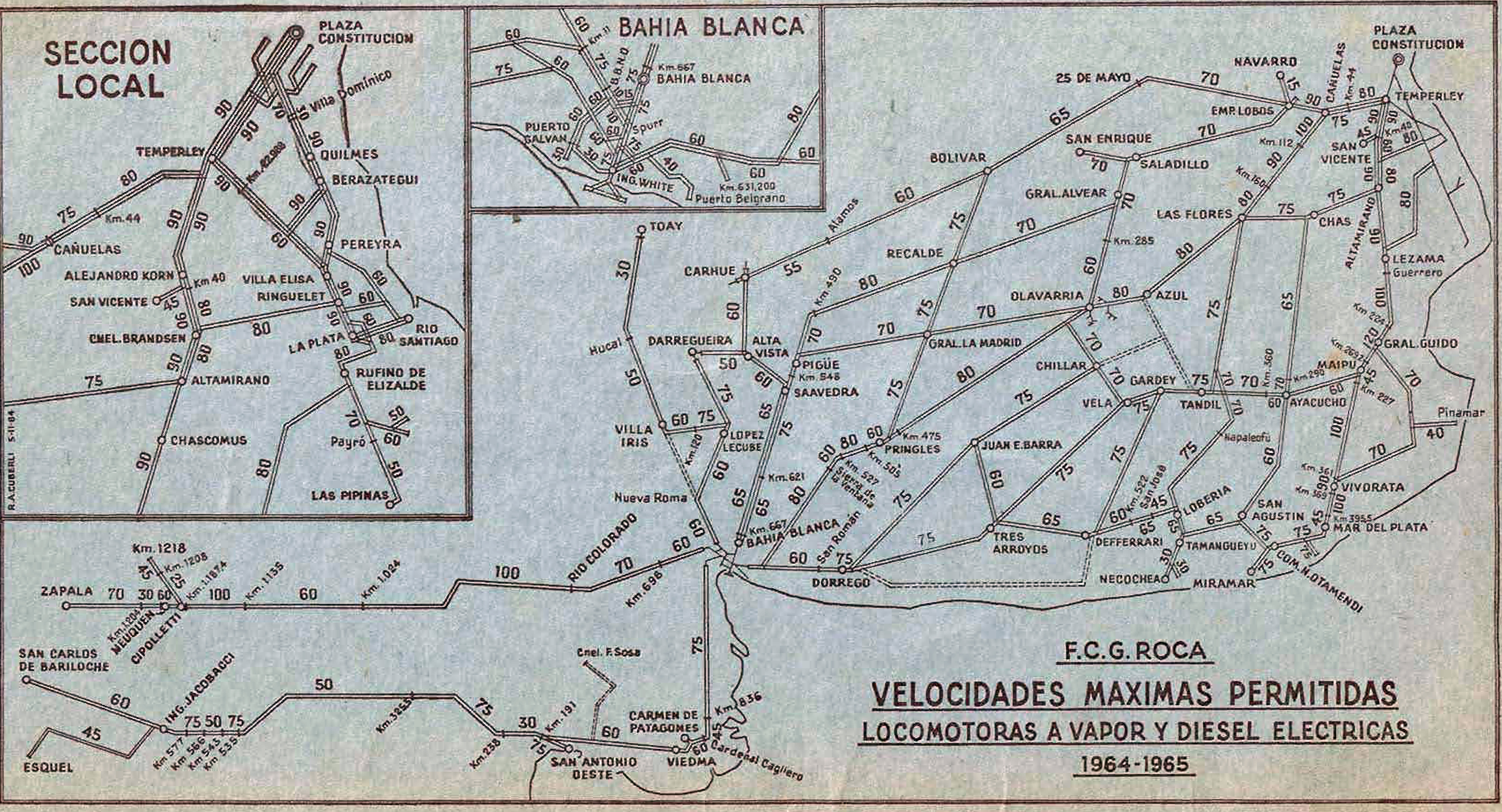
El ferrocarril General Roca en 1964 con ramales clausurados que se mostraron punteados. Entre los mismos figuró este ferrocarril.

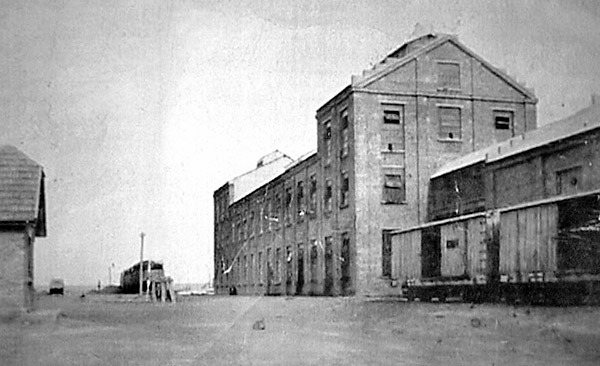
El apeadero del ingenio recibiendo una formación de cargas

Para 2023 un grupo de vecinos conocedores y aficionados a la historia local realizó un documental sobre el ferrocarril y el ingenio. En el material se muestra el redescubrimiento, hecho por los particulares, de las ruinas de las estaciones General Conesa y Coronel Francisco Sosa. Además, en él se puede observar importantes imágenes actuales de las estaciones San Lorenzo, General Vintter y el ingenio. Pese a tener muchos años del cierre de la compañía y el ferrocarril, su auge y posterior cierre marcaron la memoria local, haciendo de su historia parte importante de la identidad de toda la comunidad conesina. Hoy pueden visitarse las ruinas del ingenio y las edificaciones vinculadas a sus propietarios  que forman parte del patrimonio histórico y cultural local. Gracias a la conservación por leyes, se impulsa un circuito histórico-turístico desde lo que fue el ingenio azucarero (cuenta con un sendero auto guiado con cédulas de información), la ex vivienda de Juan Pegazzano, la Capilla de la Virgen Misionera y el Casco La Luisa.
La gestión municipal actual, a través de su secretaría de turismo, lleva a cabo un plan de mantenimiento de las instalaciones del Casco Colonia La Luisa, aunque dicha protección no alcanza a todos los predios y edificaciones mencionados en la ley de protección provincial. Actualmente, se trabaja en la iniciativa que plantea ampliar la declaración de “Patrimonio Histórico Provincial” para que no sea sólo un atractivo turístico, sino educativo.

## Funcionamiento

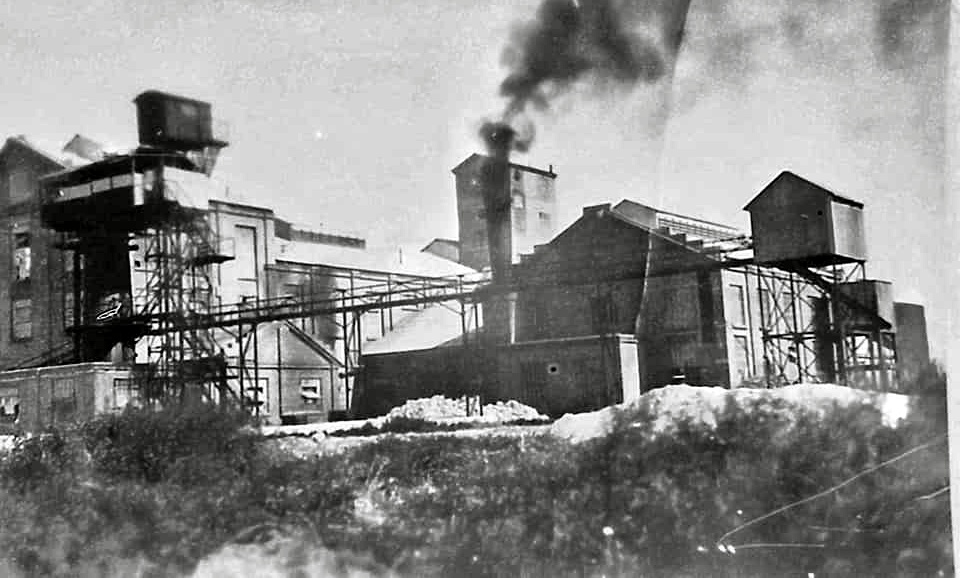
En ingenio trabajando a pleno en sus primeros años.

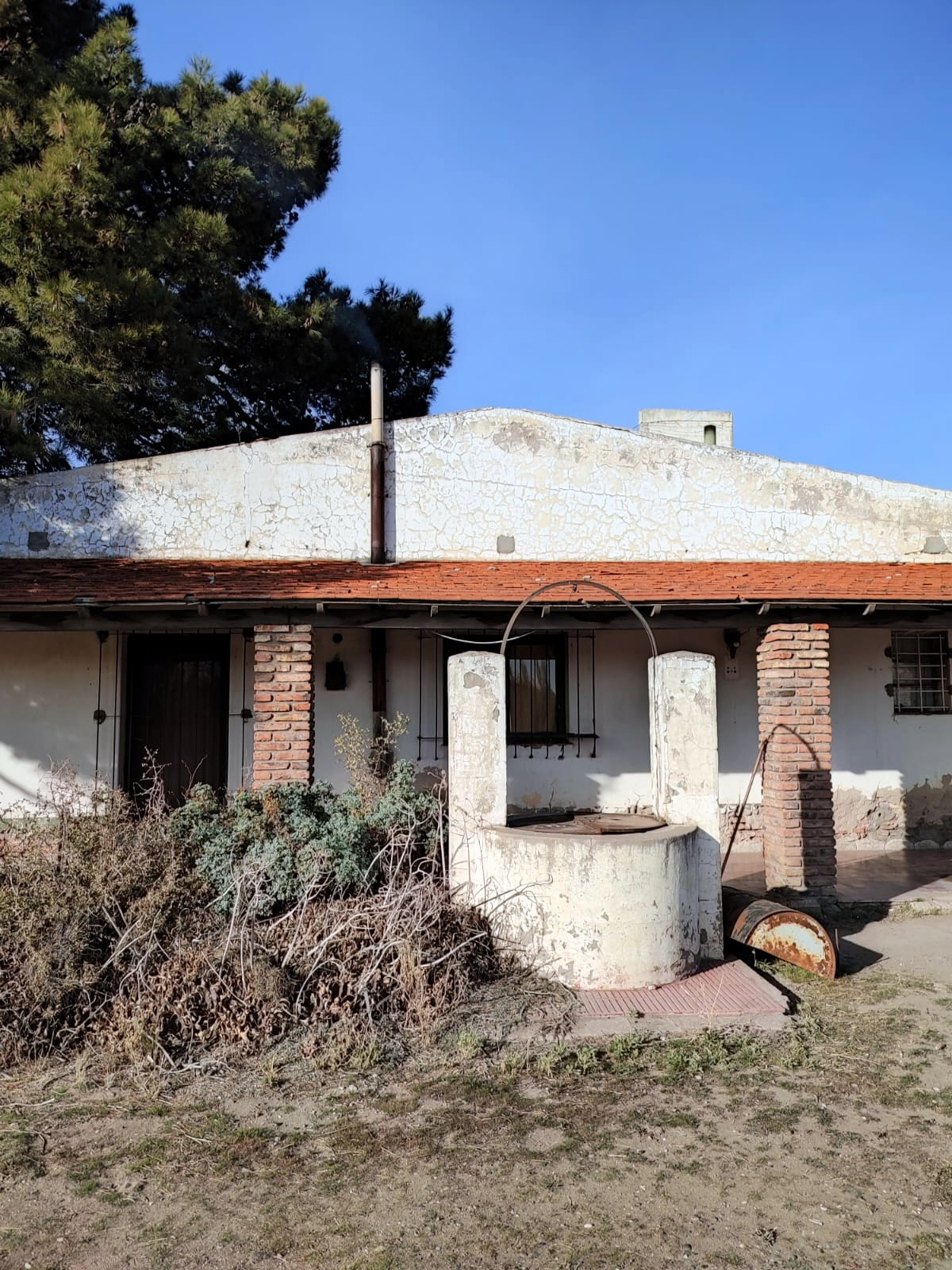
El frente de El Porvenir, la única estación perfectamente conservada en todo el ramal.

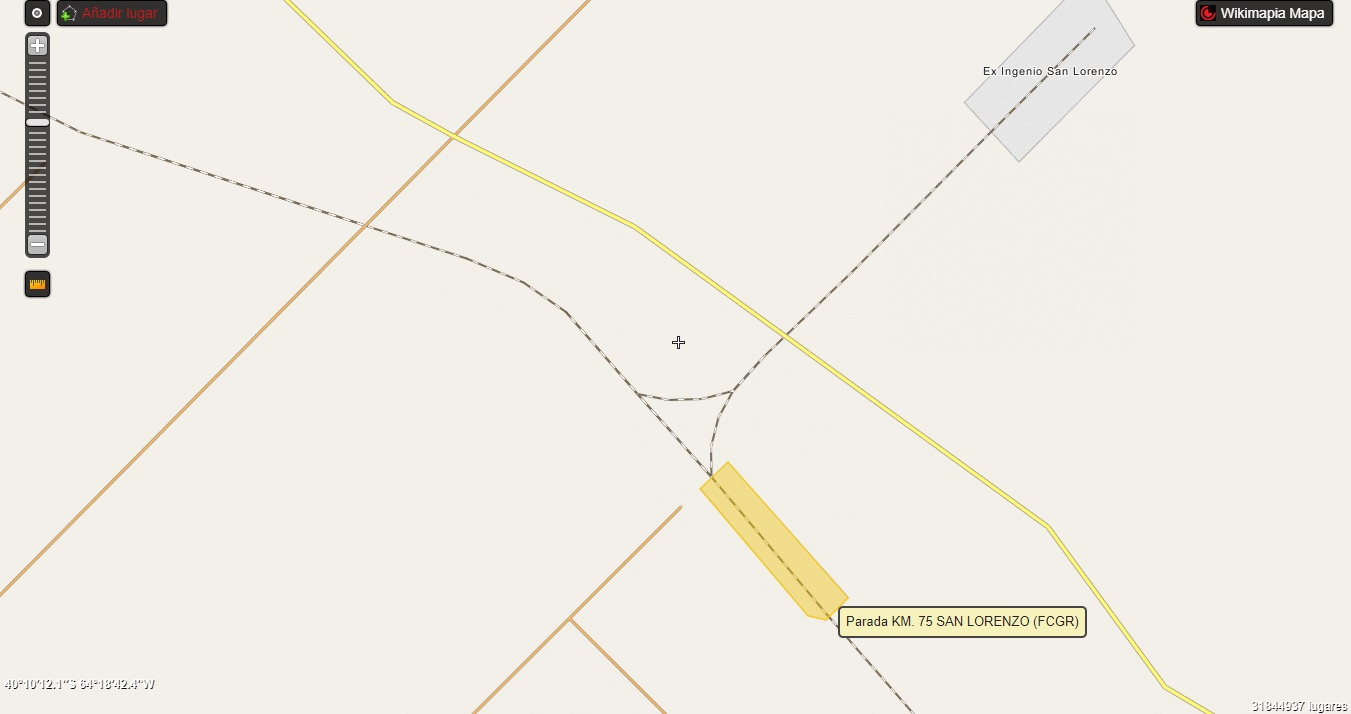
Imagen satelital de donde estuvo el ramal al ingenio con sus tres puntos de interés: la estación San Lorenzo, el empalme en forma de triángulo y el ingenio azucarero como destino final.

### Itinerarios, guías e informes históricos

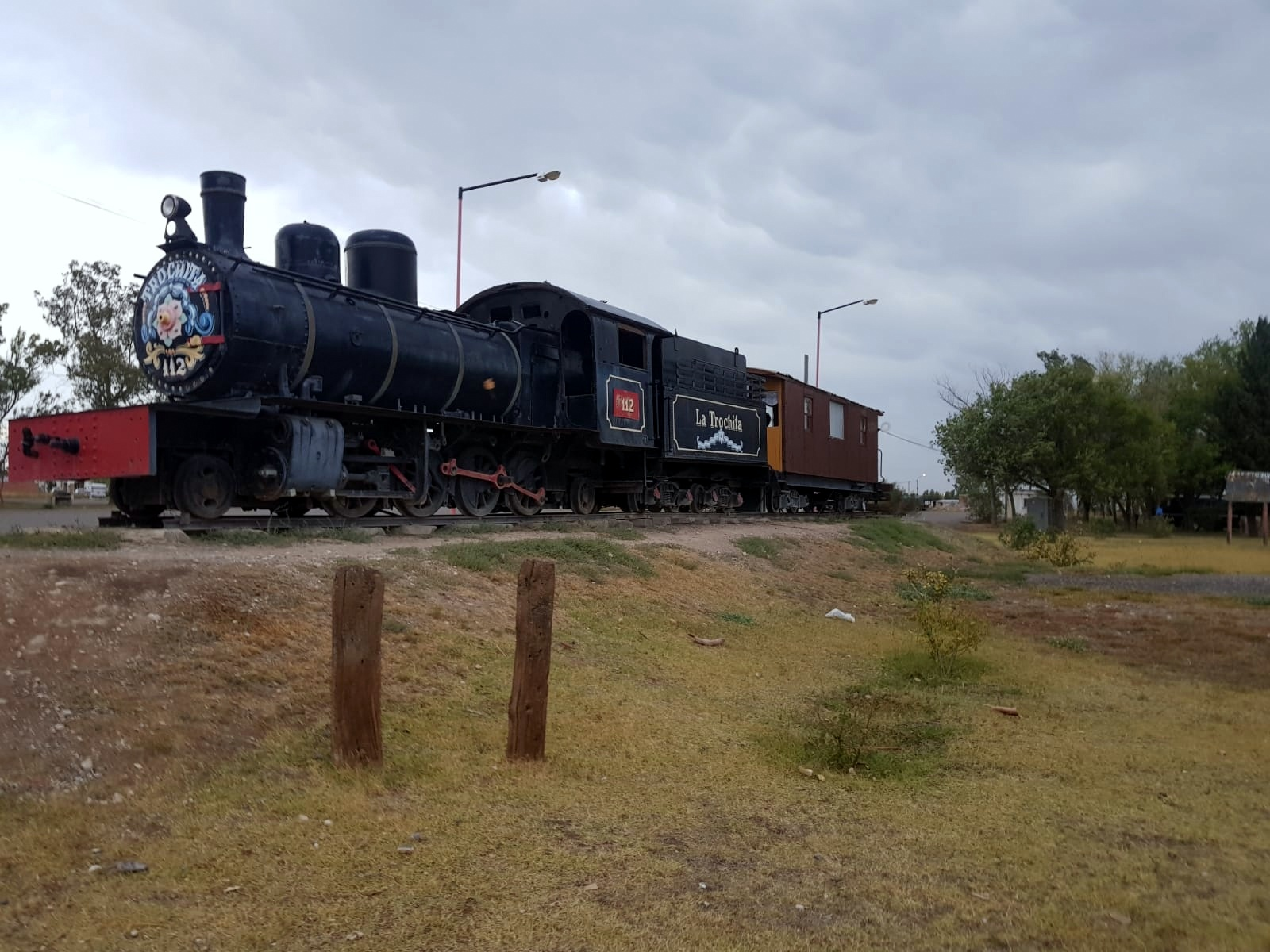
Locomotora Henschel 112 rescatada de los talleres de Jacobacci y puesta en valor en la entrada del pueblo conesino.

El análisis de documentos como los itinerarios, informes y guías de horarios lo largo del tiempo muestra como fue variando la situación del ramal y sus estaciones en un amplio periodo de tiempo:
El primer itinerario que abordó la línea fue confeccionado el 10 de diciembre de 1934. El mismo, incluye al ramal en las líneas del Estado; sección líneas Patagónicas. En este documento se demuestra que antes de la inauguración de 1935, el ferrocarril ya estaba casi construido y en funcionamiento. De este modo, todos los puntos menos El Porvenir estaban creados y figuraban en el itinerario. Sin embargo, el viaje solo se realizaba para cargas condicionales para el tramo Ingenio/San Lorenzo - Vintter; y desde San Lorenzo en adelante se informaba la leyenda "en construcción" para estaciones Conesa y Sosa. Las cargas corrían en forma ascendente todos los días menos los domingos desde Vintter a las 8:00 para arribar a San Lorenzo a las 13:00. En tanto, trenes descendentes corrían diariamente, menos los lunes, desde San Lorenzo a las 8 con arribo a Vintter a las 13:15. Además, el itinerario señalaba gran cantidad de material rodante que contenía elementos de cargas y pasajeros. En tanto, este documento nombró al ramal por su nombre original. Por último, el documentó solo especificó con nombre a la estación Vintter y los demás puntos los aludió por su distancia kilométrica respecto a Vintter. original y completo:
| Nombre en el itinerario          | Nombre oficializado posteriormente |
| -------------------------------- | ---------------------------------- |
| Estación General Lorenzo Vintter | Estación General Lorenzo Vintter   |
| Km 20                            | Desvío km 21                       |
| Km 38                            | Desvío km 38                       |
| Km 57                            | Desvío km 57                       |
| Km 74                            | Estación San Lorenzo               |
| Empalme al Ingenio San Lorenzo   | Empalme al Ingenio San Lorenzo     |
| Km 89                            | Estación General Conesa            |
| -                                | El Porvenir                        |
| Km 106                           | Coronel Francisco Sosa             |

El segundo documento que abordó el ramal fue la guía de horarios de Ferrocarriles del Estado de 1936. En la misma se detalló que el ramal operaba sus servicios con trenes mixtos desde estación Plaza Constitución los jueves desde las 20:15, pasando por estación Carmen de Patagones a las 12:20 y a las 16:17 arribaba a estación General Lorenzo Vintter. Luego, partía de la misma a las 16:50 para terminar el viernes a las 21:20 en Sosa. En tanto, los domingos salía de estación Plaza Constitución a las 20:25, pasando el lunes por estación Carmen de Patagones a las 16:25 y a las 20:17 arribaba a estación General Lorenzo Vintter. Luego, partía de la misma a las 20:50 para terminar el martes a las 1:20 en Sosa. Por otro lado, el regreso se producía el jueves a las 3 a. m. desde Sosa, arribando a Vintter a las 7:15 y volver a salir de la misma a las 7:56. Una vez empalmada la trocha ancha se alcanzaba estación Carmen de Patagones a las 10:40 y se concluía en Constitución el viernes a las 10:50 del viernes. En cambio, el domingo la vuelta variaba partiendo a las 8:10 a. m. desde Sosa, arribando a Vintter a las 12:35 y volver a salir de la misma a las 14:03. Una vez empalmada la trocha ancha se alcanzaba estación Carmen de Patagones a las 17:00 y se concluía en Constitución el viernes a las 11:00 del lunes. Por otra parte, los desvíos Km 21, Km 38 y Km 57 aparecieron como paradas opcionales de los servicios de pasajeros; deteniéndose solo si habían interesados en descender o ascender a estos puntos. Por último, el ferrocarril fue renombrado a "General L. Vintter al Valle del Río Negro" (Línea industria - servicio condicional) y otorgó nombres para sus puntos; aunque no serían definitivos:
| Nombre en el itinerario          | Nombre oficializado posteriormente |
| -------------------------------- | ---------------------------------- |
| Estación General Lorenzo Vintter | Estación General Lorenzo Vintter   |
| Desvío km 21                     | Desvío km 21                       |
| Desvío km 39                     | Desvío km 38                       |
| Desvío km 57                     | Desvío km 57                       |
| Km 75 (San Lorenzo)              | Estación San Lorenzo               |
| -                                | Empalme al Ingenio San Lorenzo     |
| Km 89 (General Conesa)           | Estación General Conesa            |
| Km 101 (El Porvenir)             | El Porvenir                        |
| Km 107 (San Juan)                | Coronel Francisco Sosa             |

El tercer documento que abordó el ramal fue la guía de horarios de Ferrocarriles del Estado de 1938. En la misma no se detalló grandes diferencias respecto a la guía anterior. No obstante, hubo una mejoría en los tiempos y transbordos y ramal continuó operaba sus servicios con trenes mixtos desde estación Plaza Constitución. La primera salida partía desde Buenos Aires los viernes desde las 19:35, pasando por estación Carmen de Patagones a las 12:15 y a las 16:01 arribaba a estación General Lorenzo Vintter. Luego, partía de la misma a las 16:35 para terminar el sábado a las 21:05 en Sosa. En tanto, el segunda salida iniciaba los lunes desde estación Plaza Constitución a las 20:25, pasando el martes por estación Carmen de Patagones a las 16:23 y a las 20:22 arribaba a estación General Lorenzo Vintter. Luego, partía de la misma a las 20:55 para terminar el miércoles a las 1:25 en Sosa. Por otro lado, el regreso se producía el viernes a las 3:25 a. m. desde Sosa, arribando a Vintter a las 7:15 y volver a salir de la misma a las 7:56. Una vez empalmada la trocha ancha se alcanzaba estación Carmen de Patagones a las 10:40 y se concluía en Constitución el viernes a las 10:50 del viernes. Por otro lado, el domingo el regreso variaba partiendo a las 8 a. m. desde Sosa, arribando a Vintter a las 12:35 y volver a salir de la misma a las 14:03. Una vez empalmada la trocha ancha se alcanzaba estación Carmen de Patagones a las 17:00 y se concluía en Constitución el viernes a las 11:00 del lunes.
El itinerario de Ferrocarriles del Estado del 15 de diciembre de 1940 fue el último registro antes del cierre del ingenio y la caída de actividad. En el mismo no se hizo mención a Plaza Constitución como destino y se redujo los tiempos de trenes mixtos. El primer viaje partía los sábados desde Vintter a las 16:00 para finalizar a las 20:30 en Sosa. En tanto, el segundo partía el martes a las 20:50 con arribo el día miércoles a las 1:20 a Sosa. Por otro lado, el regreso se producía el viernes a las 4:40 a. m. desde Sosa y arribaba a Vintter a las 9:10. Mientras que el lunes el regreso paría a las 10 a. m. desde Sosa y arribando a Vintter a las 14:30. En cuanto al funcionamiento de todos sus puntos, se observó a los desvíos km 21, 38 y 57 como paradas optativas de los servicios de pasajeros y se hizo por primera vez mención al ramal al ingenio San Lorenzo. El ramal de pocos kilómetros estaba dedicado a las cargas y se situaba desde el kilómetro 75.5, luego por empalme al ingenio San Lorenzo se recorría una vía diferente hacia el kilómetro 77 donde se situaba un apeadero que servía el Ingenio. Además, se describió como puntos importantes en lo operativo del personal de vías y obras a la estación San Lorenzo y Vintter como el punto donde residía la ingeniería del ferrocarril; en ambos puntos se disponían de una dresina. Por último, el itinerario realizó una gran descripción del terraplén y material rodante de todo a línea:
| Kilómetros desde Vintter | Composición del material del terraplén | Materiales de durmientes |
| ------------------------ | -------------------------------------- | ------------------------ |
| 0 a 60                   | tierra                                 | madera                   |
| 60 a 104                 | tierra ripiosa                         | "                        |
| 104 a 107                | tierra arenosa                         | "                        |

| Clase                | Existencias                          | Capacidad                                                                               | Fabricante   | Año  | Especificación                                                                             |
| -------------------- | ------------------------------------ | --------------------------------------------------------------------------------------- | ------------ | ---- | ------------------------------------------------------------------------------------------ |
| Vagón pasajero mixto | 1                                    | 1ª 12 + 2ª 23                                                                           | Familleureux | 1923 |                                                                                            |
| Furgón pasajeros     | 2                                    | -                                                                                       | "            | "    |                                                                                            |
| Furgón de Carga      | 5                                    | -                                                                                       | "            | "    |                                                                                            |
| Locomotoras de carga | 5                                    | 300 toneladas trenes mixtos 450 toneladas trenes de carga máximo 30 vehículos acoplados | Henschel     | "    | 2 a carbón y 3 a petróleo                                                                  |
| Locomotora grúa      | 1                                    | 2 toneladas                                                                             | "            | "    | A petróleo                                                                                 |
| Vagón cubierto       | 18                                   | 13.5 toneladas                                                                          | Familleureux | "    |                                                                                            |

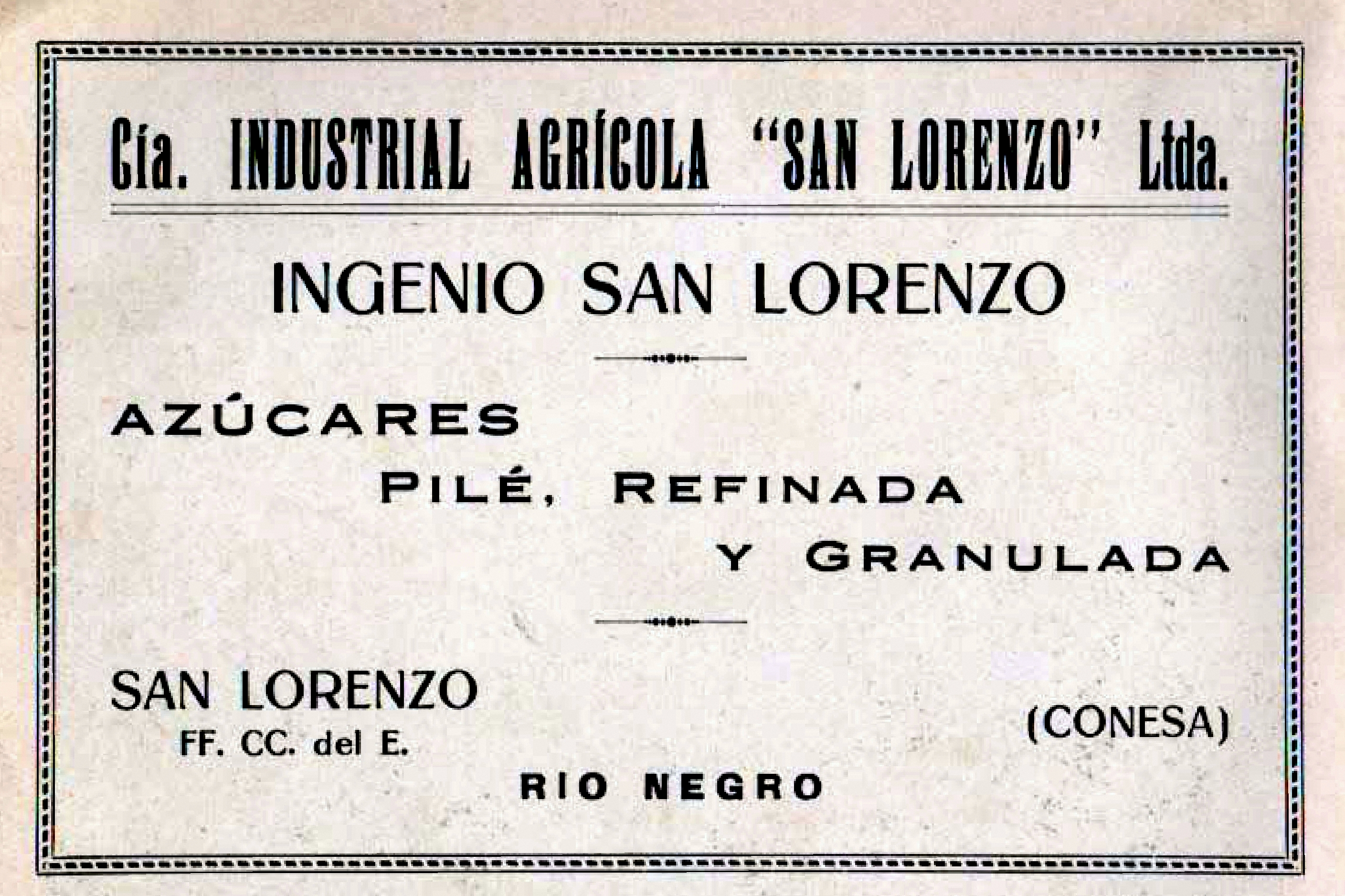
Publicidad de la compañía mostrando sus productos y su ferrocarril perteneciente al estado.

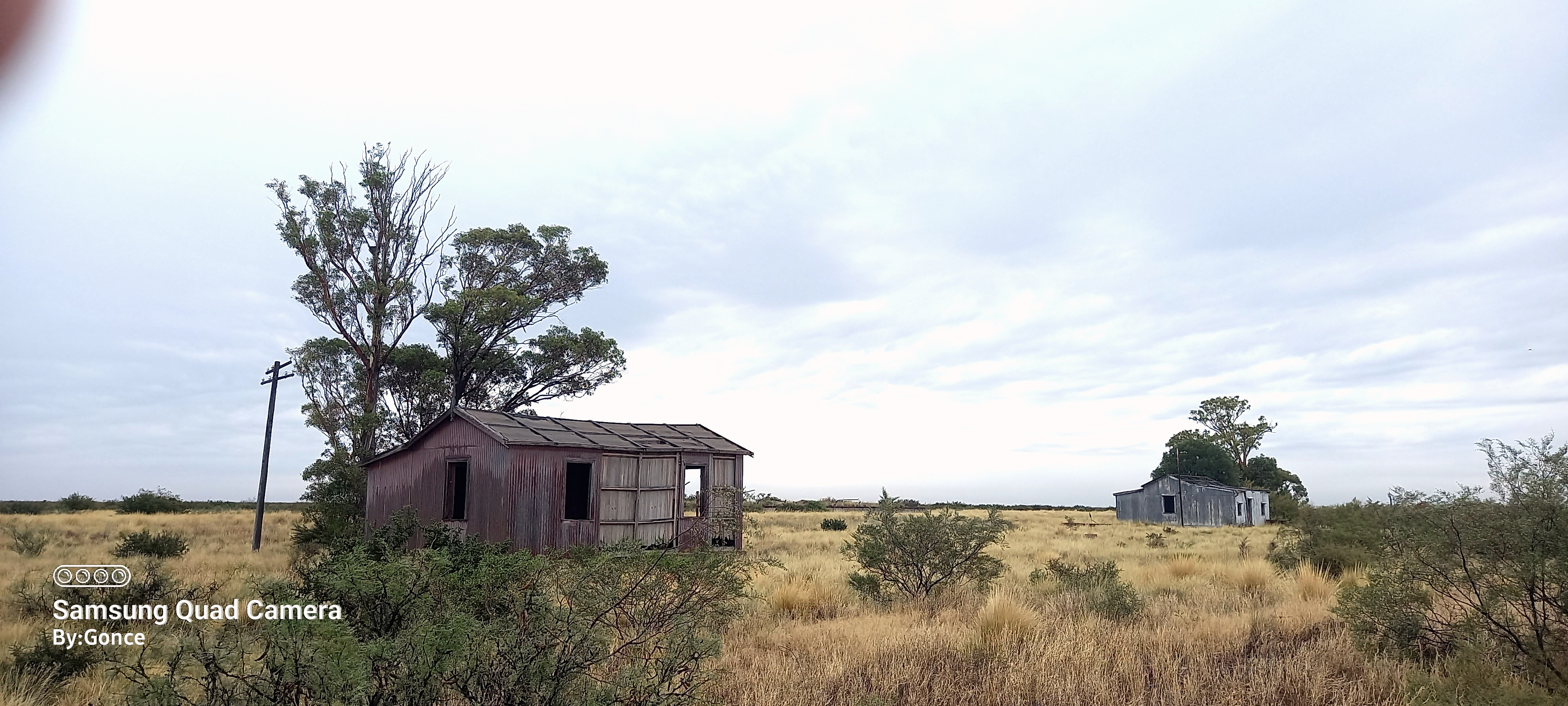
Ambas estaciones homónimas abandonadas y a poca distancia.

| Vagón bordes altos   | 68                                   | 14.4 toneladas                                                                          | "            | "    | Suplementados para transporte de remolachas                                                |
| Vagón plataforma     | 26 (15 remolachas y 11 piedra caliza | 14.6 toneladas para remolachas 15.1 toneladas para piedras                              | "            | "    | Suplementados para transporte de remolachas Suplementados para transporte de piedra caliza |
| Vagón hacendero      | 10                                   | 13.3 toneladas 12.7 toneladas por dos pisos                                             | "            | "    | vagones de dos pisos duplicaban peso                                                       |
| Vagón estanque       | 15                                   | 12 m3                                                                                   | "            | "    | 8 vagones para agua 7 vagones para petróleo                                                |

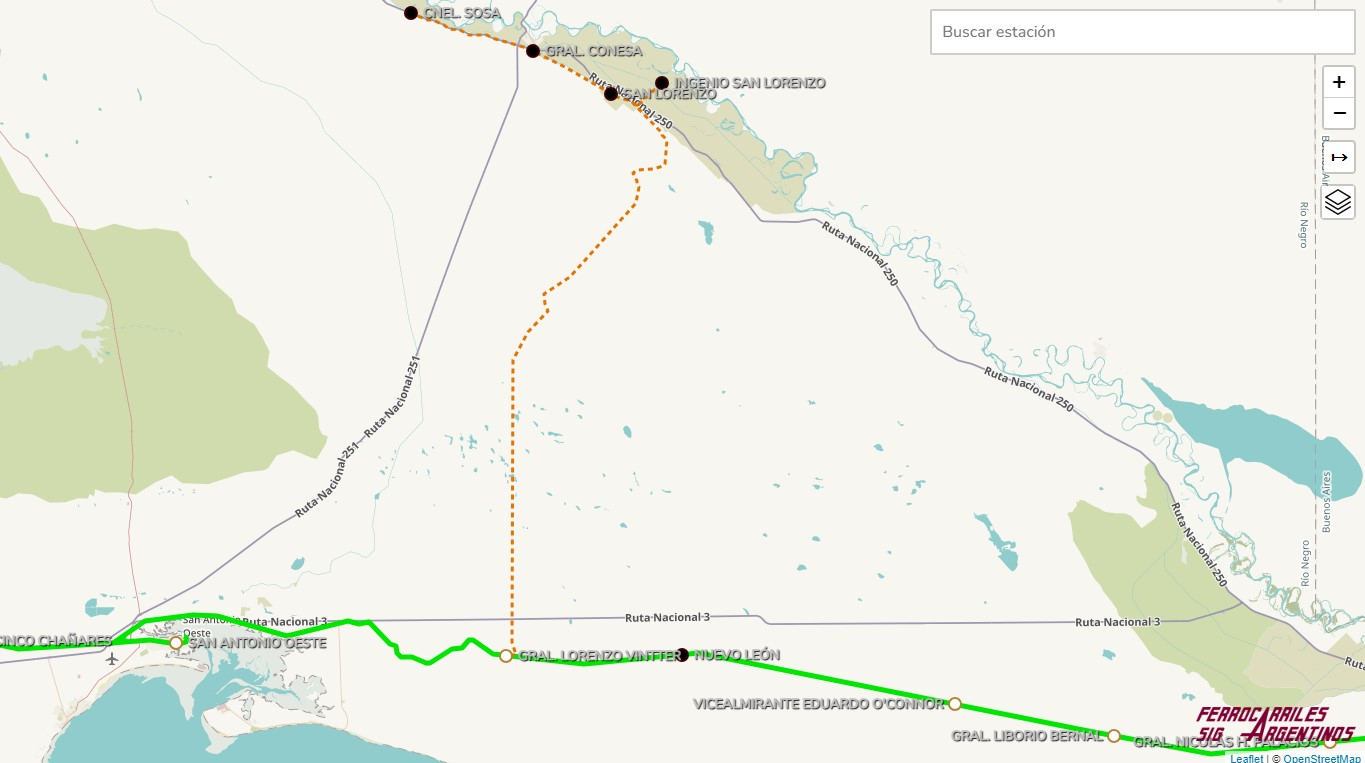
El ferrocarril en un mapa actual con sus principales puntos.

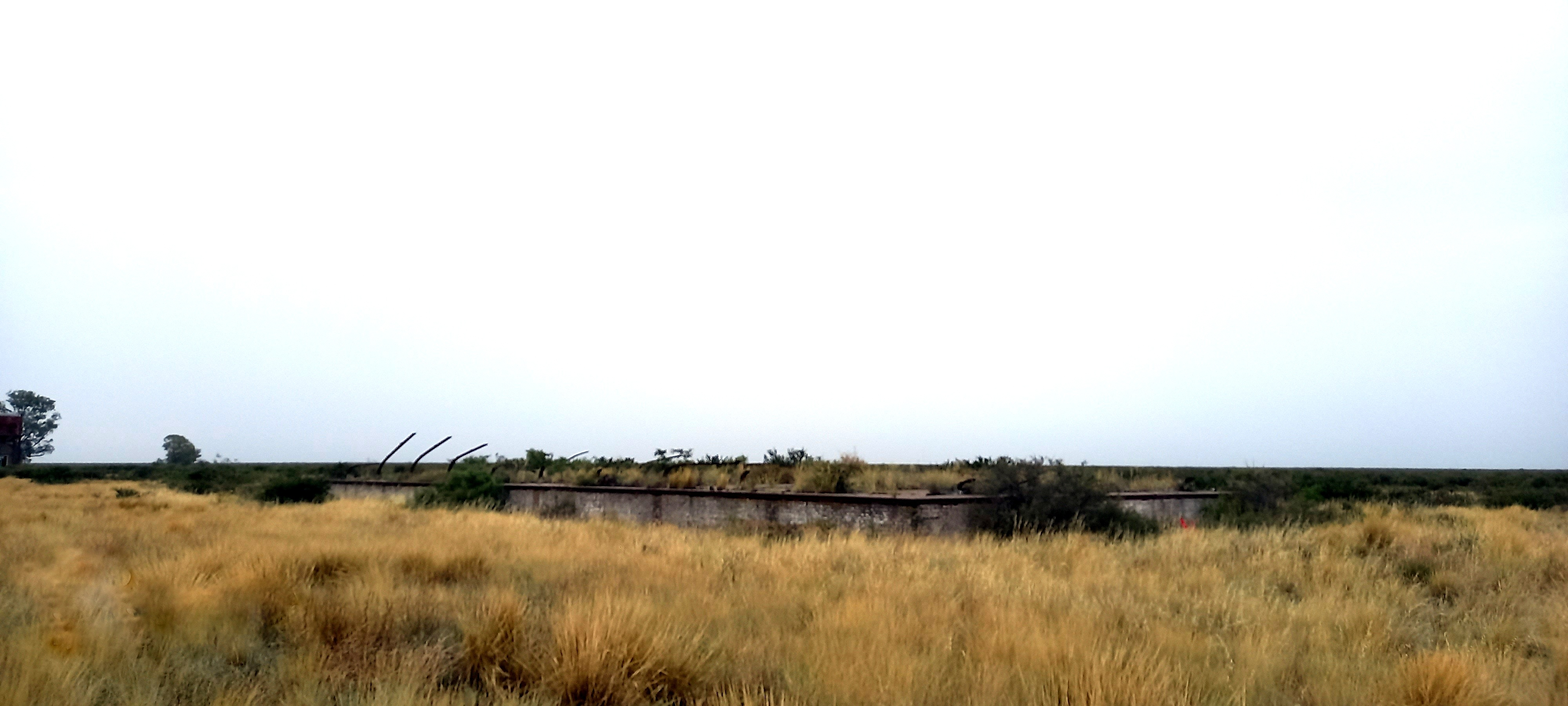
Restos del galpón de cargas frente a las estaciones Vintter.

El itinerario de 1945 se dedicó a efectuar solo un conteo de los materiales de las líneas del estado. Es de los primeros registros que demuestra  que con el cierre de la principal fuente de movimientos el ferrocarril sufrió una caída estrepitosa y parte de su material se destinó a La Trochita quedando de esta manera. Por otro lado, no se volvió a detallar el ramal al Ingenio y el apeadero Km 77. En su lugar, los 3328 metros de largo de ese ramal fueron incluidos como vías auxiliares de la estación San Lorenzo. La degradación del ramal a un mero desvío respondió a la cesación de actividades del ingenio que fue vendido en noviembre de 1941.Por último, en el documento se detalla que el apeadero y ramal al ingenio compartían características en común con el resto de la línea.

| Clase                | Existencias                        | Capacidad                                                                               | Fabricante   | Año  | Especificación                                                                             |
| -------------------- | ---------------------------------- | --------------------------------------------------------------------------------------- | ------------ | ---- | ------------------------------------------------------------------------------------------ |
| Vagón pasajero mixto | 1                                  | 1.ª 12 + 2.ª 23                                                                         | Familleureux | 1923 |                                                                                            |
| Furgón pasajeros     | 1                                  | -                                                                                       | "            | "    |                                                                                            |
| Furgón de Carga      | 0                                  | -                                                                                       | "            | "    |                                                                                            |
| Locomotoras de carga | 2                                  | 300 toneladas trenes mixtos 450 toneladas trenes de carga máximo 30 vehículos acoplados | Henschel     | "    | A petróleo                                                                                 |
| Zorras               | 3                                  | 2 Vías y obras en San Lorenzo 1 Jefatura Vías y obras en Vintter                        | Kalamazoo    | "    | 2 de 10 HP 1 DE 25 HP                                                                      |
| Vagón cubierto       | 10                                 | 13.5 toneladas                                                                          | Familleureux | "    |                                                                                            |
| Vagón bordes altos   | 23                                 | 14.4 toneladas                                                                          | "            | "    | Suplementados para transporte de remolachas                                                |
| Vagón plataforma     | 16 (9 remolachas y 7 piedra caliza | 14.6 toneladas para remolachas 15.1 toneladas para piedras                              | "            | "    | Suplementados para transporte de remolachas Suplementados para transporte de piedra caliza |
| Vagón hacendero      | 5                                  | 3 13.3 toneladas 2 12.7 toneladas por dos pisos                                         | "            | "    | vagones de dos pisos duplicaban peso                                                       |
| Vagón estanque       | 13                                 | 12 m3                                                                                   | "            | "    | 7 vagones para agua 6 vagones para petróleo                                                |

El sexto itinerario del 3 de enero de 1946 abordó las líneas del Estado y se concentró en las Líneas Patagónicas. Puntualmente, el ferrocarril mostraba el descenso de la actividad producto del cierre del ingenio. Esto se demuestra en que las frecuencias se habían reducido a solo un día  para trenes mixtos de pasajeros y su servicio de cargas pasó a ser condicional en un solo día a la semana. Solo las estaciones de Conesa y Vintter se mantuvieron operativas; mientras que las otras estaciones, apeaderos y embarcadero eran operados por el personal de estas dos estaciones. En cuanto al servicio de pasajeros, era operado por trenes mixtos en forma ascendente los sábados desde Vintter a las 16:15 y arribaban a Sosa desde las 20:45. El descenso iniciaba el lunes desde Sosa a las 9:15 y arribaba a Vintter a las 13:45 con una notable reducción de los tiempos. En cambio, las cargas pasaron a ser condicionales y partían desde Vintter los martes a las 12:00 para arribar a Sosa a las 18:05. Mientras que el regreso se ejecutaba el miércoles desde Sosa a las 9:00 para culminar en Vintter a las 15:25. El mayor tiempo de tardanza se debió a que el tren paraba en todos los puntos, incluido el ramal al ingenio San Lorenzo. Otro dato interesante de este itinerario, fue que la estación San Lorenzo era el único punto habilitado para cargar agua a las locomotoras en el viaje de pasajeros y de cargas. Además, todos los desvíos pasaron a ser paradas optativas, deteniéndose los trenes solo para pasajeros interesados o dispuestos; aunque se mantuvieron obligatorios para las cargas. Por otro lado, el ferrocarril fue renombrado a su nombre original  "Línea Económica al Valle del Río Negro", pero con la leyenda Línea industria - servicio condicional. Por último, se impusieron nuevos nombres nombres para distintos puntos; aunque tampoco serían definitivos:
| Nombre en el itinerario          | Nombre oficializado posteriormente |
| -------------------------------- | ---------------------------------- |
| Estación General Lorenzo Vintter | Estación General Lorenzo Vintter   |
| Desvío km 21 (Desvío cruce)      | Desvío km 21                       |
| Desvío km 39 (Desvío cruce)      | Desvío km 38                       |
| Desvío km 57 (Desvío cruce)      | Desvío Km 57                       |
| Km 75 (San Lorenzo)              | Estación San Lorenzo               |
| Emp. al Ing. San Lorenzo         | Empalme al Ingenio San Lorenzo     |
| General Conesa                   | Estación General Conesa            |
| Km 101 (El Porvenir)             | El Porvenir                        |
| Coronel Francisco Sosa           | Coronel Francisco Sosa             |

El mismo itinerario con fecha el 15 de diciembre de 1946 fue presentado por otra editorial. En este documento se hizo mención menos detallada de los servicios de pasajeros de este ferrocarril y se omitió el servicio de cargas. La otra gran diferencia es que se volvió a describir la combinación con Bs. As. De este modo, el viaje partía desde Constitución el viernes a las 17:52, luego el sábado a las 11:50 se alcanzaba Carmen de Patagones y a las 15:49 se arribaba Vintter. Posteriormente, tras un trasbordo se partía desde Vintter a las 16:15 para alcanzar la punta de riel Sosa a las 20:45. Finalmente, la vuelta se producía el lunes desde Sosa a las 9:15 y arribo a Vintter a las 13:45. Luego, se transbordaba para partir en la vía ancha desde Vintter a las 14:58 y arribaba a Constitución a las 14:05 del martes.
El séptimo itinerario del 13 de diciembre de 1948 repitió las mismas condiciones que en itinerario anterior de 1946 . Sin embargo, el viaje de pasajeros en tren mixto tuvo una ligera variación: el servicio de los sábados partía desde Vintter a las 13:20 y arribaba a Sosa a las 17:50. En cambio, el regreso se producía el lunes desde Sosa a las 9 con arribo a Vintter a las 13:30.Por último, fue el último documento que describió el ramal interno al Ingenio San Lorenzo; aunque se repitió los mismos datos del itinerario de 1940.
El itinerario del 26 de mayo de 1952 abordó las líneas del Ferrocarril Roca que incluyó al ramal. El documento continuó informando que el ferrocarril seguía con una sola frecuencias para trenes mixtos de pasajeros y su servicio de cargas aun era condicional en un solo día a la semana. En cambio, se mostró que todos los puntos se mantuvieron operativos para pasajeros y cargas; sin ser paradas optativas de los servicios ferroviarios en ningún caso. En cuanto al servicio de pasajeros, era operado por trenes mixtos en forma ascendente los jueves desde Vintter a las 16:10 y arribaban a Sosa desde las 20:30. El descenso iniciaba el sábado desde Sosa a las 8:50 y arribaba a Vintter a las 13:10 con reducción de los tiempos. Por otro lado, las cargas condicionales partían desde Vintter los martes a las 12:00 para arribar a Sosa a las 18:05. Mientras que el regreso se ejecutaba el miércoles desde Sosa a las 9:00 para terminal en Vintter a las 15:25. En cuanto a la denominación del ferrocarril, fue renombrado a General Lorenzo Vintter a Coronel Francisco Sosa y la leyenda Línea industrial - servicio condicional; pero contradictoriamente también se lo llamó por su nombre histórico en la sección de precauciones. Por otra parte, los desvíos Km 21, Km 38 y Km 57 aparecieron paradas de los servicios de pasajeros; dejando de ser ser opcionales y teniendo una habilitación para servicio de pasajeros gracias a posibles mejoras. Por último, se realizó la supresión del ramal al ingenio; no figurando el empalme al Ingenio San Lorenzo y el apeadero del ingenio al caer en desuso.
El último itinerario fue el de 1960 y constituye el último registro de la línea. En el documento se ve a la línea completamente integrada en el mapa de Ferrocarril Roca. El servicio continuó su declive por lo que fue suprimido el viaje de cargas. En su lugar se prosiguió la ejecución de un solo viaje efectuado por trenes mixtos con salida en los martes desde Vintter a las 17:30 y arribo a Sosa a las 21:50. En tanto, el regreso desde Sosa se efectuaba los jueves desde las 7:10 con arribo a Vintter a las 11:40. Llamativamente, ningún punto fue parada condicional y todos los desvíos aparecieron facultados a ser paradas de bajada y subida para pasajeros. Por último, se colocó los nombres definitivos a todos los puntos. Esto causó la imposición de nombres secundarios y de nuevos en otros: de El Porvenir se impuso km 101, Desvío km 38 cambió por km 39, estación San Lorenzo prevaleció frente a km 75.

## Galería
| |
| Vagones como estos que son usados por La Trochita para el recorrido hasta el Maiten; fueron empleados por el ramal. |

| |
| Lugar cercano de empalmecon la vía de 0,75. La vista es hacia Vintter y ya no tiene el tercer riel. |

|                                                                    |
| el terraplén rumbo General Conesa antes de llegar al Desvío km 21. |

|                                             |
| Rampa de punta destinada a diversas cargas. |

| |
| Última de las calles apenas visibles de Vintter hoy convertida en camino comunal de las estancias. |

| |
| Tanque de hierro junto a la usina y cisternas. Ambas construcciones son vistas como faros a la distancia y son los últimso vestigios ferroviariso del ramal. |

|                                                                    |
| Señal ferroviaria en abandono en la entrada del pueblo abandonado. |

| |
| Terraplén de un desvío de la línea al Valle del Río Negro sin vías al costado de la red de trocha ancha a Bariloche. |

| |
| Tranquera en los campos cercanso a Vintter construida con durmientes y vías que pertenecieron al ramal de la remolacha. |

| |
| Campos que rodean a la localidad dedicados a al cría de ganado por su aridez. Parte del alambrado se hizo con los durmientes del ferrocarril. |

|                                                                     |
| Últimos tramos visibles del terraplén cerca de la estación Vintter. |

|                                           |
| Terraplén sin vías rumbo al desvío km 21. |